# بنیاتخار
بنیاتخار (به اسپانیایی: Beniatjar) یک شهرستان در اسپانیا است که در Vall d'Albaida واقع شده‌است.

## خصوصیات
بنیاتخار ۱۱٫۴ کیلومترمربع مساحت و ۲۴۹ نفر جمعیت دارد و ۴۱۷ متر بالاتر از سطح دریا واقع شده‌است.